# Xulio López Valcárcel

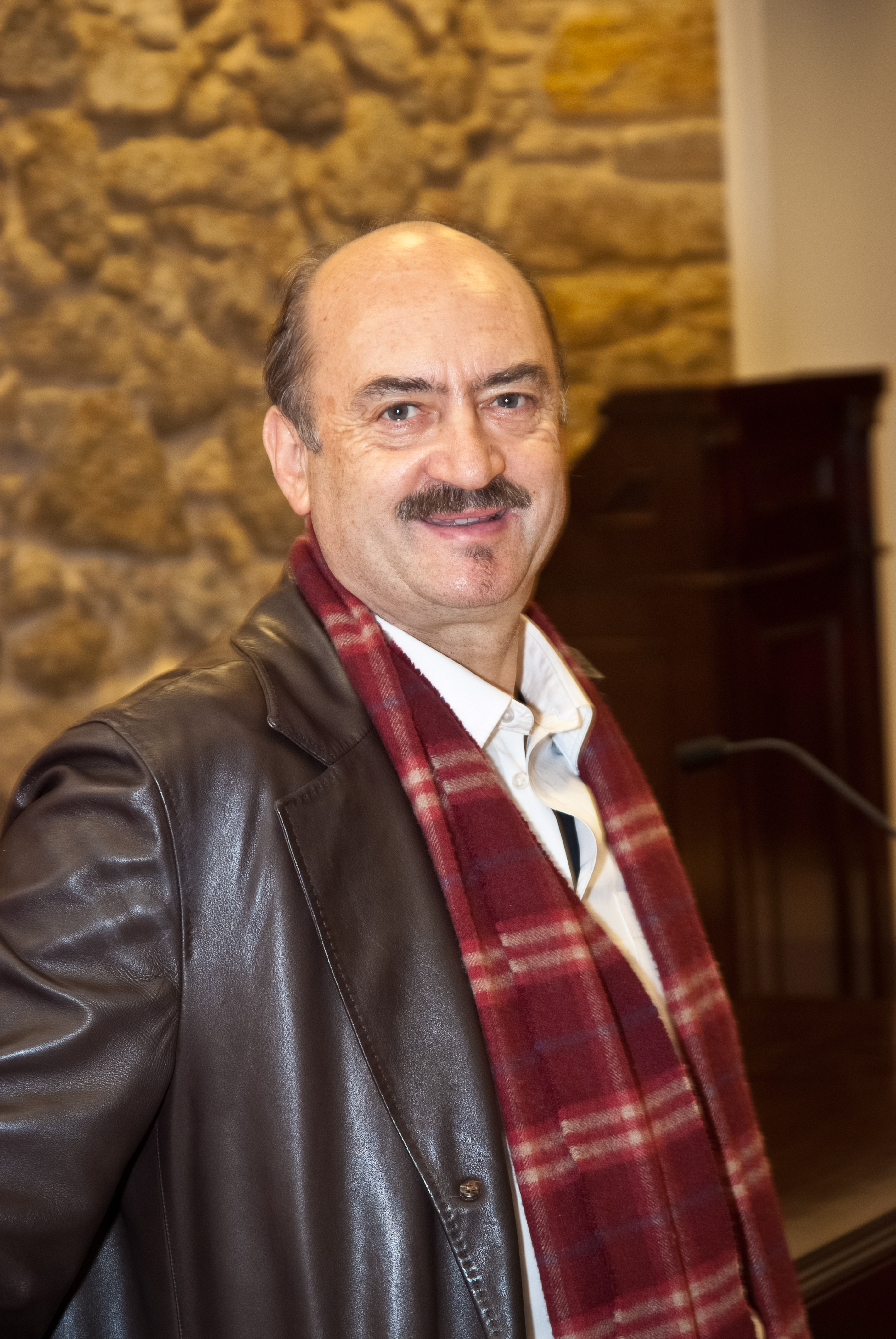
Xulio López Valcárcel.

Xulio Xabier López Valcárcel (Lugo, 1953) es un escritor de Galicia, España. 
Licenciado en Derecho por la Universidad de Santiago de Compostela, trabaja como procurador de los tribunales y reside en La Coruña. 
Conocido sobre todo como poeta, participó en los colectivos Cravo Hondo y De Amor e Desamor. Fue parte del consejo de redacción de Luzes de Galiza. 
Obtuvo el Premio Nacional de Poesía para menores de 25 años, Premio Guimaraes, en Portugal, el Premio "Celso Emilio Ferreiro" del Ayuntamiento de Santiago de Compostela en 1979, Premio "Antonio Tovar" en Orense, el Premio Miguel González Garcés (1993), Premio "Irmandade del libro", otorgado por la Federación de libreros, (2002) y el Premio de la Crítica de poesía gallega en 1994 y 2004. Asimismo es autor de diversos trabajos sobre arte y literatura y algunos libros de relatos. Colabora, además, en la prensa (Página literaria de El Ideal Gallego y en la radio (Radio Coruña, Cadena SER).

## Obras

### Poesía
- Véspera do día (1979).
- Alba de auga sonámbula (1983).
- Solaina da ausencia (1987).
- O sol entre os dedos (1993).
- Memoria de Agosto (1993). Premio Miguel González Garcés.
- En voz baixa (2002).
- Casa última (2003).

### En antologías
Su obra poética está recogida en diversas antologías:
- Desde a palabra doce voces de Luciano Rodríguez (1986).
- Escolma da Poesía galega de hoy (1991).
- Los caminos de la voz, seis poetas gallegos de hoy (1995).
- Poesía Gallega Contemporánea (1996).

## Narrativa
- Anel de mel (1991).
- Campo de Marte (1999).

## Ensayo
- No corazón de Galicia: viaxe polas terras de Chantada e a Ulloa (2001).